# Істоміно (аеродром)
Істоміно (рос. Истомино) або Правдинськ (рос. Правдинск) — колишній військовий аеродром розташований 5 км на північний захід від Балахни та 38 км на північний захід від Нижнього Новгорода Нижегородської області Росії. Зараз використовується як аеродром авіації загального призначення,

## Історія
Військова авіабаза була названий на честь сусіднього міста Правдинська. Підрозділи, які дислокувалися в Правдинську, включали 786-й авіаційний полк перехоплювачів, який був оснащений МіГ-25 у 1970-х роках і модернізованими МіГ-31 у 1980-х роках.
У 2004 році, після п'яти років простою, аеродром Істоміно знову почав приймати літаки.
Зараз аеродром використовують ентузіасти парашутного спорту з Нижнього Новгорода, які використовують його як зону зону для стрибків з парашутом.